# Yoshua Shing
Yoshua Shing (ur. 1 czerwca 1993, Port Vila) – vanuacki tenisista stołowy, olimpijczyk.
Zawodnik reprezentował swój kraj na igrzyskach w Londynie, brał udział w singelu mężczyzn - odpadł w eliminacjach.
Obecnie zajmuje 273. miejsce w światowym, 9. w oceańskim i 1. w narodowym rankingu ITTF.